# Médan
Médan este o comună franceză situată în departamentul Yvelines, în regiunea Île-de-France.

## Geografie

### Descriere

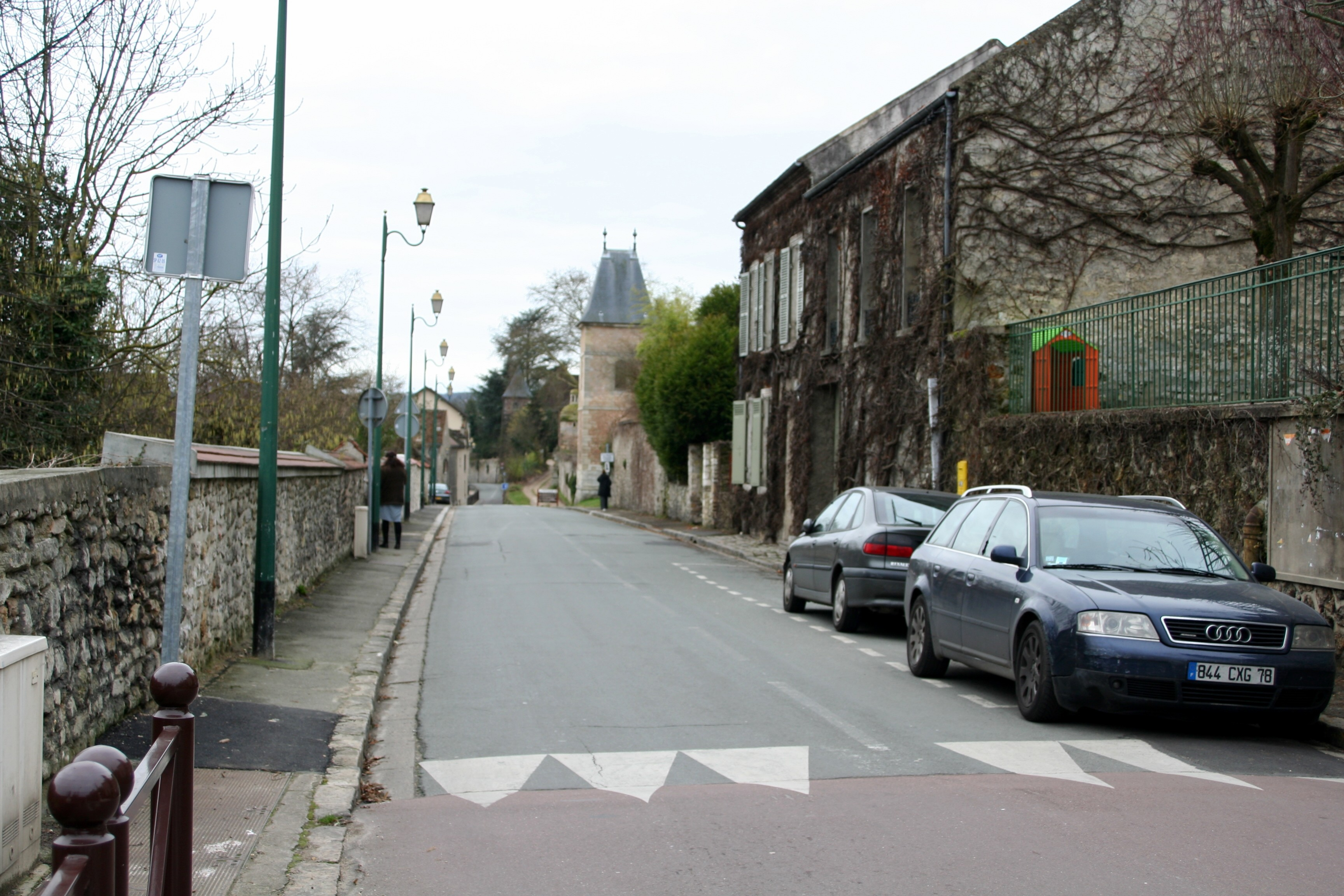
Ambianța comunei: strada Pierre-Curie.

Mic oraș rezidențial situat pe malul Senei, a fost în secolul al XIX-lea reședința scriitorului Émile Zola.
Comuna este situată în valea Senei, în nord-estul departamentului Yvelines, la aproximativ 12 kilometri nord-vest de Poissy, 16 kilometri nord-vest de Saint-Germain-en-Laye (reședința arondismentului), 23 kilometri nord-vest de Versailles (reședința departamentului) și 26 kilometri de Paris.
Teritoriul comunei este relativ mic. Cu 285 de hectare, acesta reprezintă aproximativ o treime din media departamentului Yvelines. Este alcătuit din două părți:
- La vest, un platou în pantă spre nord-est, cu altitudini cuprinse între 170 și 70 de metri.
- La est, de-a lungul Senei, o fâșie îngustă, de aproximativ un kilometru lățime, situată la o altitudine de 20-25 de metri.
- Între cele două, un taluz destul de abrupt și împădurit.

Include, de asemenea, o parte din insula Platais, care este accesibilă doar cu barca.

### Hidrografie

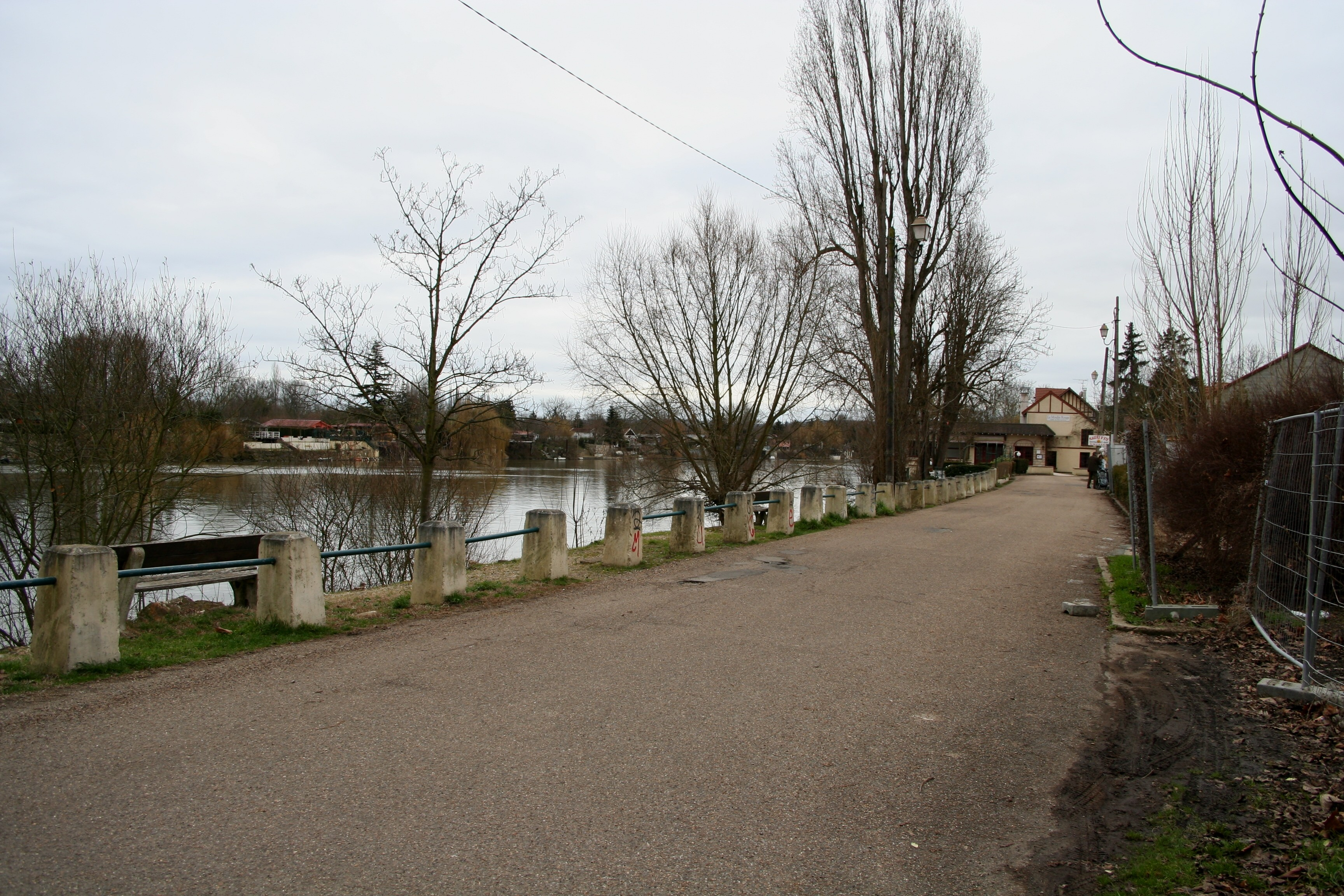
Malurile Senei la Médan.

Médan este o comună situată pe malul Senei, amplasată pe malul stâng al acestuia.
În 2015, amenajarea plajei din Médan a fost dorită de municipalitate pentru a atrage turiști, care vor putea vizita și casa scriitorului Émile Zola.

### Comune limitrofe
| Vernouillet    |         | Triel-sur-Seine     |
|                |         |                     |
| Morainvilliers | Orgeval | Villennes-sur-Seine |

### Transporturi și căi de comunicație

#### Rețeaua rutieră
Comunicarea este asigurată în principal de drumurile departamentale RD 164 și RD 154:
- RD 164 traversează centrul satului în direcția nord-sud, legând centrul localității Villennes-sur-Seine la sud și intersectând RD 154 la intrarea în Vernouillet, la nord.
- RD 154, parțial cu 2 x 2 benzi, ocolește Médan pe partea de vest. Aceasta oferă acces spre sud la RD 113, în locul numit „La Maison Blanche” din comuna Orgeval, și continuă spre Les Mureaux la nord și spre malul drept al râului Sena, la est, prin podul Triel-sur-Seine, inaugurat în 2003, care leagă Vernouillet de Triel-sur-Seine.

#### Transport feroviar

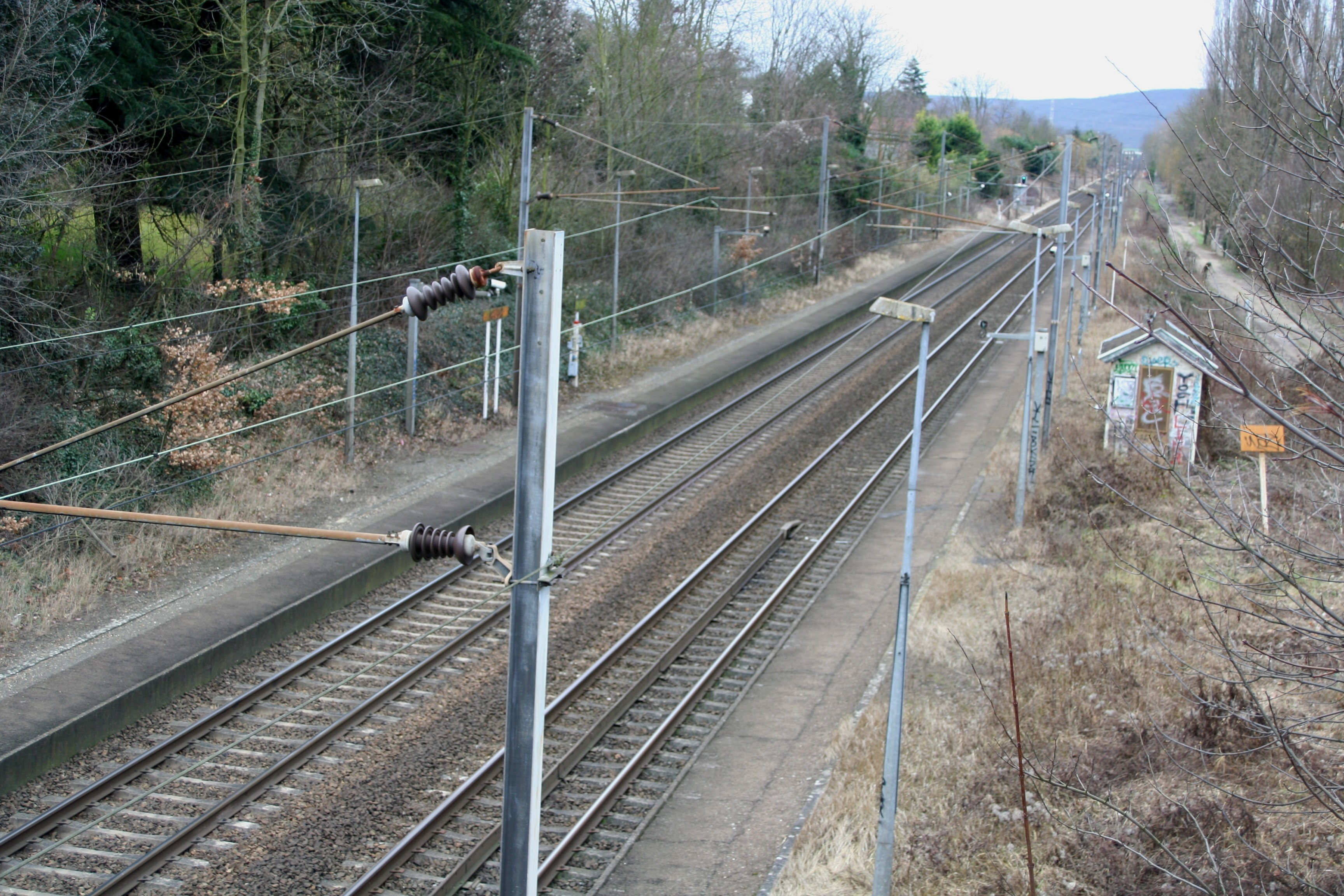
Linia de cale ferată din dreptul fostei halte Médan.

Din punct de vedere feroviar, comuna este traversată de linia Paris-Le Havre, care are aici doar două linii de cale ferată. Totuși, nu mai beneficiază de serviciile de tren suburbane pe relația Paris-Saint-Lazare - Mantes-la-Jolie via Poissy, deoarece halta cu deservire periodică Médan nu mai este operată.

### Climă
În 2010, clima comunei era de tip oceanic al câmpiilor din Centru și de Nord, conform unui studiu a CNRS care se baza pe o serie de date care acoperă perioada 1971-2000. În 2020, Météo-France a publicat o tipologie a climei din Franța metropolitană în care comuna este expusă la un climat oceanic și se încadrează în regiunea climatică sud-vestică a bazinului parizian, caracterizată prin precipitații scăzute, în special în primăvară (120 până la 150 mm) și o iarnă rece (3,5 °C).
Pentru perioada 1971-2000, temperatura medie anuală este de 11,5 °C, cu o amplitudine termică anuală de 14,8 °C. Cantitatea medie anuală de precipitații este de 637 mm, cu 10,7 zile de precipitații în ianuarie și 7,6 zile în iulie. Pentru perioada 1991-2020, temperatura medie anuală observată la stația meteorologică cea mai apropiată, situată în comuna Maule la 11 km distanță în linie dreaptă, este de 11,8 °C, iar cantitatea medie anuală de precipitații este de 677,0 mm.
Pentru viitor, parametrii climatici estimati pentru comună, pentru anul 2050, conform diferitelor scenarii de emisii de gaze cu efect de seră, pot fi consultati pe un site dedicat publicat de Météo-France în noiembrie 2022.

## Urbanism

### Tipologie
La 1 ianuarie 2024, Médan este clasificată ca centură urbană, conform noii grile comunale de densitate cu șapte niveluri, definită de INSEE (Institutul Național de Statistică și Studii Economice) în 2022. Aceasta aparține unității urbane a Parisului, o aglomerație inter-departamentală care cuprinde 407 comune, dintre care face parte ca o comună din suburbii. În plus, comuna face parte din aria metropolitană a Parisului, fiind una dintre comunele de la periferie, această zonă reunind 1.929 de comune.

### Utilizarea terenului
Teritoriul comunei este compus, în 2017, din 64,73 % spații agricole, forestiere și naturale, 12,49 % spații deschise artificializate și 22,78 % spații construite artificializate.
Teritoriul comunei este majoritar rural (65 %), urbanizarea fiind concentrată în principal de-a lungul Senei.
Spațiul rural cuprinde aproximativ 40 % păduri, situate în principal în sud-vestul teritoriului (pădurea Bruyères, unde se află cel mai înalt punct al comunei) și în diverse parcele dispersate. Restul este dedicat agriculturii și creșterii animalelor.
Spațiul locuit este format dintr-un nucleu vechi situat în apropierea bisericii și a castelului, care s-a dezvoltat în partea joasă, de-a lungul Senei, între calea ferată și drumul departamental RD 164. Dezvoltarea s-a extins mai recent în partea superioară, pe marginea platoului, precum și în zona numită les Renardières, la limita cu Villennes-sur-Seine. Acesta este alcătuit în principal din locuințe individuale.
Zonele de activități reprezintă doar 1,1 % din teritoriu (1 ha).

## Toponimie
Numele localității este atestat sub formele Magedon în secolul al IX-lea, Magedan, Meden în 1213 și Medan.
Provenind din termenii galici magos (câmpie sau piață agricolă) și duno (oraș), numele ar însemna probabil „piață fortificată”.
Numele Medan, cu -e-, nu era pe placul lui Émile Zola, care a achiziționat o casă acolo în 1878. „Nu-i nimic, vom pune un accent ascuțit, care va intra în istorie”, a declarat acesta. Succesul cărții intitulate Les Soirées de Médan a consacrat, într-adevăr, forma „Médan” în posteritate.

## Istorie
În secolul al IX-lea, Médan era compus dintr-un conac feudal, 24 de așezăminte de îngrijire, o biserică, o moară, terenuri agricole și vii, fiind un domeniu deținut de abația Saint-Germain-des-Prés. Se spune că aici a fost botezat Carol cel Pleșuv.
Biserica actuală datează din secolul al XV-lea.
În secolul al XVI-lea, castelul era frecventat de Ronsard, precum și de du Bellay, de Baïf și de ceilalți poeți ai grupului La Pléiade, care veneau aici pentru a vâna și pentru a scrie poezii și epigrame în onoarea patronului lor și gazdei locului, Jean II Brinon.
Émile Zola a cumpărat o casă aici în 1878, care a devenit locul de întâlnire al naturaliștilor: Les Soirées de Médan.

## Populația și societatea

### Date demografice
Evoluția numărului de locuitori este cunoscută prin recensămintele populației efectuate în comună începând din 1793. Pentru comunele cu mai puțin de 10 000 de locuitori, un recensământ al întregii populații este realizat la fiecare cinci ani, populațiile legale pentru anii intermediari fiind estimate prin interpolare sau extrapolare.
În 2022, comuna număra 1305 locuitori, în scădere cu -5,78 % față de 2016 (Yvelines: +2,72 %, Franța fără Mayotte: +2,11 %).
| An        | 1793 | 1821 | 1841 | 1856 | 1876 | 1886 | 1901 | 1921 | 1936 | 1962 | 1982 | 2006 | 2014 | 2022 |
| --------- | ---- | ---- | ---- | ---- | ---- | ---- | ---- | ---- | ---- | ---- | ---- | ---- | ---- | ---- |
| Populație | 172  | 203  | 199  | 196  | 191  | 231  | 265  | 281  | 417  | 540  | 1068 | 1475 | 1404 | 1305 |

## Cultură locală și patrimoniu

### Locuri și monumente
- Biserica Saint-Germain-de-Paris, Saint-Clair:

Edificiu din piatră de talie, construit în 1635 pentru Jean Bourdin, senior de Médan. Construcția sa este atribuită lui Claude Perrault, fratele scriitorului Charles Perrault.
Blazoanele seniorului, încă vizibile, au fost șterse prin cioplire în timpul Revoluției Franceze.
În interiorul bisericii se află cristelnița din Médan, pe care au fost botezați Carol al V-lea și Carol al VI-lea. Încastrată în perete, o piatră gravată cu caractere gotice amintește că aceasta provine de la biserica Saint-Pol din Paris.
- Castelul de la Médan:

Edificiu datând din secolul al XV-lea, extins în secolul al XIX-lea; înscris pe lista monumentelor istorice la 20 mai 1957.
Poetul Pierre de Ronsard a locuit aici în secolul al XVI-lea, fiind găzduit de seniorul vremii, Jean Brinon.
Maurice Maeterlinck a locuit în acest castel între 1924 și 1938.
- Casa lui Émile Zola, situată la nr. 26, rue Pasteur:

Achiziționată de scriitor în 1878, aceasta a fost extinsă pe ambele părți prin două turnuri suprapuse: un turn pătrat de o parte, construit în 1879, în vârful căruia Zola avea biroul său de lucru, și un turn hexagonal de cealaltă parte, adăugat în 1885.
La moartea scriitorului, în 1902, casa a fost lăsată moștenire Asistenței Publice - Spitalele din Paris, care a utilizat-o, printre altele, ca leagăn pentru copii convalescenți.
După o lungă perioadă de închidere, casa restaurată a fost redeschisă publicului în octombrie 2021 și găzduiește acum un muzeu dedicat căpitanului Dreyfus, condus de Philippe Oriol.
- Spălătorie din secolul al XIX-lea, situată pe rue Pasteur, în curtea primăriei.

### Personalități

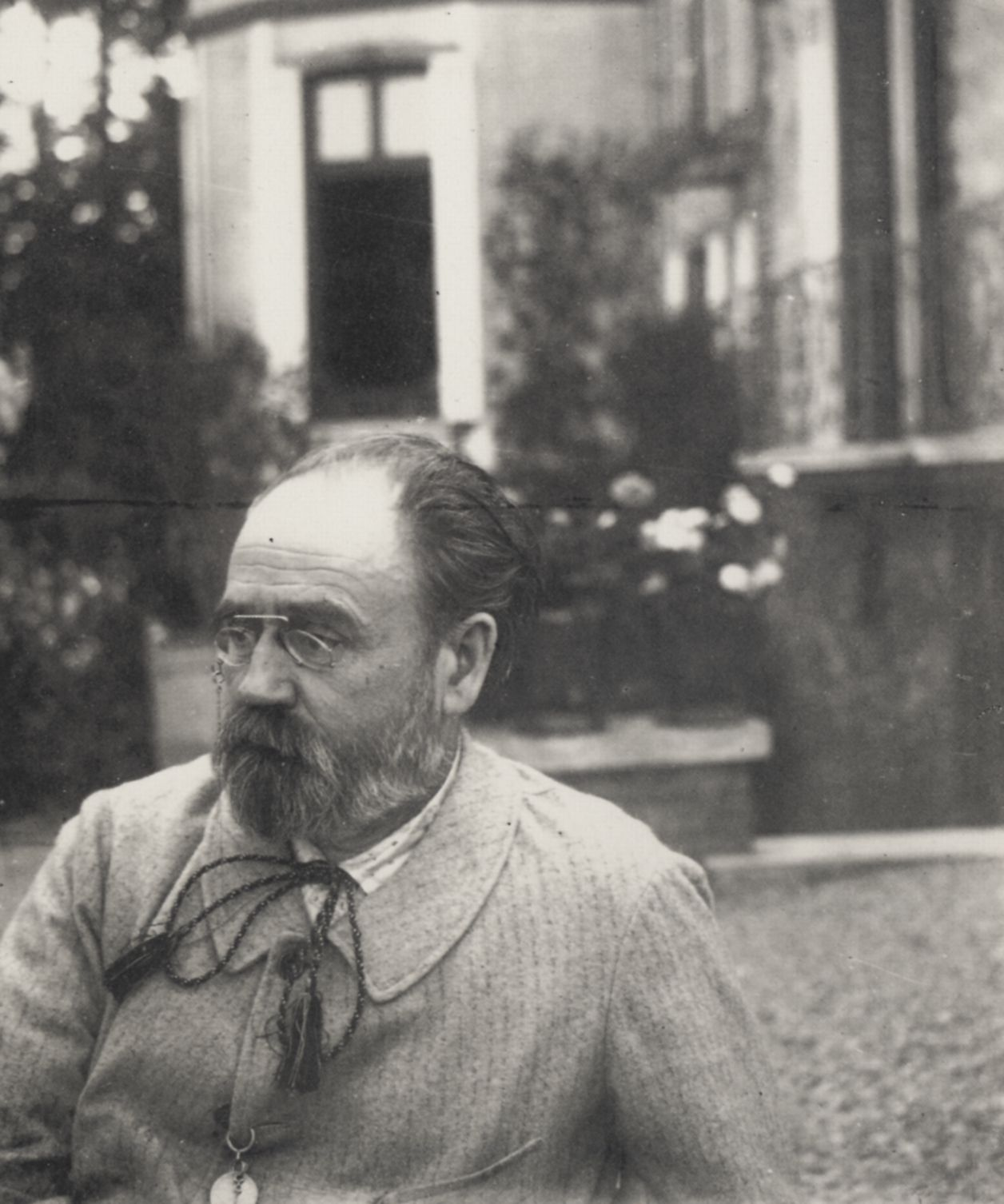
Émile Zola în fața casei sale.

- Maurice Maeterlinck (1862-1949), scriitor belgian și laureat al Premiului Nobel pentru Literatură în 1911, a locuit la castelul din Médan între 1924 și 1938. Acolo a scris Pânza de păianjen de sticlă.
- Guy de Maupassant a locuit aici[36].
- Pierre de Ronsard (1524-1585), supranumit „prințul poeților”, a locuit la castelul din Médan, alături de Du Bellay, de Baïf și alți poeți ai grupului La Pléiade. Aceștia veneau aici pentru a vâna și pentru a scrie poezii și epigrame în onoarea patronului și gazdei lor, Jean Brinon, seniorul din Médan.
- Émile Zola (1840-1902), scriitor naturalist, a locuit la Médan într-o casă de vacanță (achiziționată în 1878) până în ajunul morții sale, în 1902.